# Хуан Ігнасіо Мунтаньйола
Хуан Ігнасіо Мунтаньйола (ісп. Juan Ignacio Muntañola; нар. ) — колишній іспанський тенісист.
Найвищу одиночну позицію світового рейтингу — 101 місце досяг 12 грудня 1976 року.
Найвищим досягненням на турнірах Великого шолома було 3 коло в парному розряді.

## Фінали Гран-прі за кар'єру

### Одиночний розряд: 1 (0–1)
| Результат | Ранг | Дата          | Турнір          | Покриття | Суперник     | Рахунок       |
| --------- | ---- | ------------- | --------------- | -------- | ------------ | ------------- |
| Поразка   | 1.   | 6 жовтня 1975 | Авілес, Іспанія | Ґрунт    | Нікола Пилич | 3–6, 4–6, 3–6 |